# ×Stiporyzopsis bloomeri
Stiporyzopsis bloomeri là một loài thực vật có hoa trong họ Hòa thảo. Loài này được (Bol.) B.L.Johnson miêu tả khoa học đầu tiên năm 1945.